# Thomas Hutchcroft
Thomas "Tom" Hutchcroft est un mathématicien britannique.

## Biographie
Hutchroft obtient son doctorat de l'Université de la Colombie-Britannique en 2017 sous la direction d'Asaf Nachmias et d'Omer Angel. Il travaille ensuite à l’Université de Cambridge et il est professeur au California Institute of Technology depuis 2021.
Il travaille sur la théorie des probabilités discrètes dans le contexte de la physique mathématique, de la théorie des groupes, de la théorie ergodique, de la géométrie métrique et de la combinatoire. Avec Angel, Nachmias et Ray, il prouve une généralisation (probabiliste) du théorème de Koebe-Andreev-Thurston sur l'existence d'empilements circulaires sur des graphes infinis aléatoires. Avec Hermon, il travaille sur la percolation de bord sur des graphes non indirects.

## Prix et distinctions
Il reçoit en 2019 le prix Rollo-Davidson.
En 2024, il est lauréat du prix de la Société mathématique européenne pour ses « contributions révolutionnaires à la théorie des probabilités et à la théorie géométrique des groupes, en particulier à la théorie de la percolation sur les graphes généraux, en utilisant des outils issus de la géométrie, de la théorie des opérateurs, de la théorie des groupes et de l'analyse fonctionnelle » .

## Publications (sélection)
- avec O. Angel, A. Nachmias, G. Ray : Unimodular hyperbolic triangulations: circle packing and random walk. Invent. Math.206, n°1, 229-268 (2016).
- avec G. Pete :Kazhdan groups have cost 1. Invent. Math.221, n°3, 873-891 (2020).
- Nonuniqueness and mean-field criticality for percolation on nonunimodular transitive graphs. J. Am. Math. Soc. 33, n°4, 1101-1165 (2020).
- avec J. Hermon : Supercritical percolation on nonamenable graphs: isoperimetry, analyticity, and exponential decay of the cluster size distribution. Invent. Math.224, n°2, 445-486 (2021).